# Значка за раняване
Значката за раняване (на немски: Verwundetenabzeichen) е немска военна награда. Учредена е на 1 септември 1939 г. в продължение на традиция започнала през Първата световна война. Разликите между тях са, че при новата версия е изобразена каска М1935 и свастика, а на имперската версия е каска М1916. През 1936 г. е изготвена версия за доброволците от легион Кондор. Тя представлява имперската версия с изобразена върху каската свастика.

## Критерии
Значката за раняване е в три разновидности:
- Черна – присъждана е на войник ранен за първи път;
- Сребърна – присъждана е след третата получена рана или при една сериозна в резултат, на която е получена частична инвалидност;
- Златна – присъждана е след пета получена рана или при една сериозна в резултат, на която получена тежка инвалидност.

След заговорът от 20 юли е издадена специална версия на значката за тези ранени по време на опита за убийство на Адолф Хитлер. Произвеждана е от берлинската фирма C.E.Juncker. Каската е вдигната нагоре, за да се побере надписа 20 JULI 1944 (20 юли 1944 г.) и подписа на Хитлер. И тази версия има три разновидности. Черната версия е химически потъмнена, сребърната е от масивно сребро, а златната е от позлатено сребро.

## Дизайн
Дизайнът представлява овална форма, като външният контур е съставен от лавров венец. Върху два кръстосани меча е разположена каска. При различните версии тя е М1935 или М1916. След 1936 г. върху нея е изобразена свастика. Черната версия е куха и изработена от щамповани метални листи. Сребърната и златната обикновено са масивни. Ранните версии са изработени от Томбак (сплав от мед и цинк), а по-късните от оксидиран или лакиран цинк.
Черната версия на значката е връчвана в книжен плик, докато сребърната и златната са в специална кутия, чиито форма и цветове варират силно.

## Галерия
- Значка за раняване
- Ранна версия на значката за раняване (1939)
- Черна значка за раняване
- Черна значка за раняване (отпред)
- Черна значка за раняване (отзад)